# Explorarea Africii de către europeni

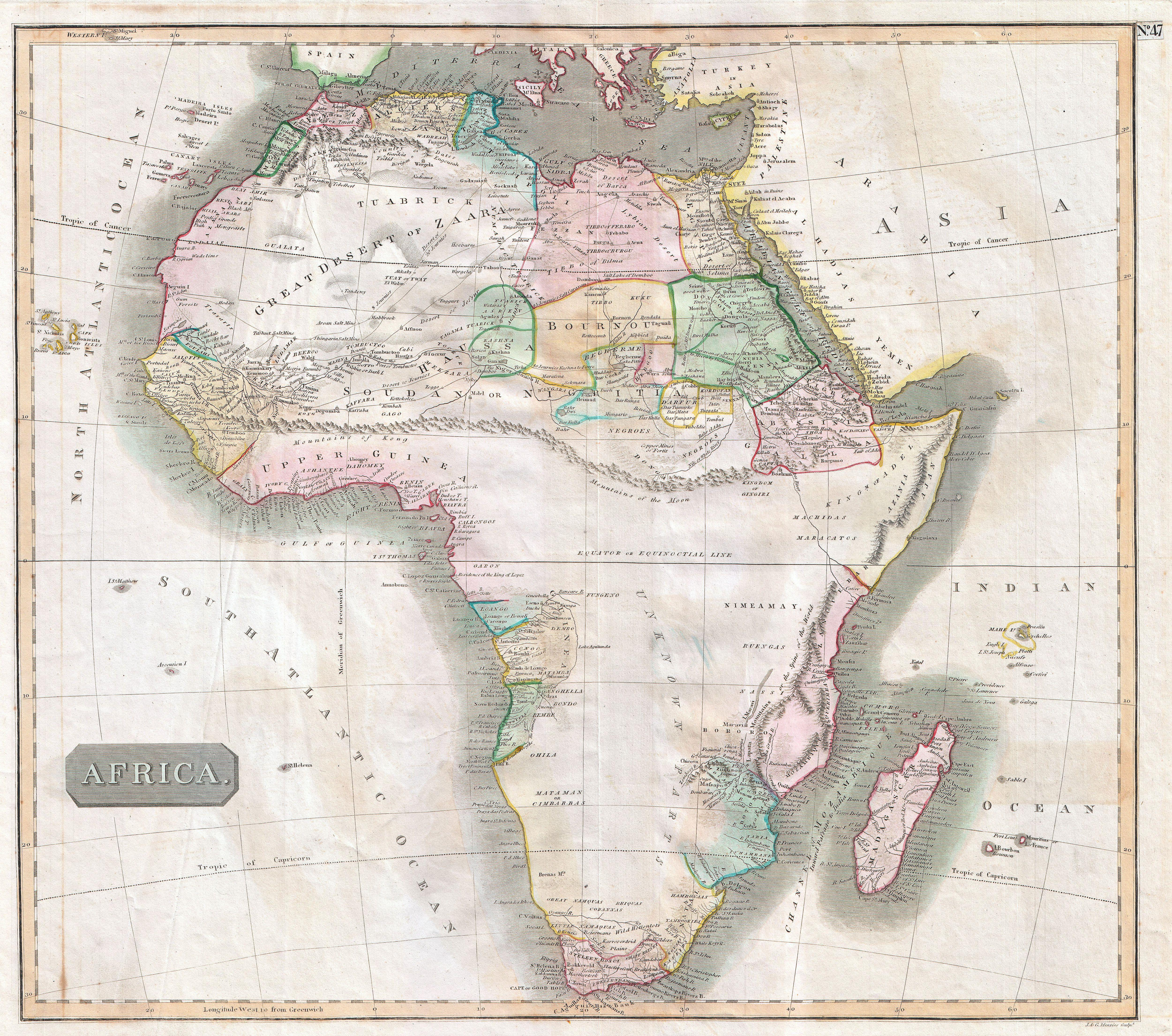
Harta Africii din 1813 de John Thomson. Cea mai mare parte a continentului este etichetată ca „zone necunoscute”. Harta include încă Munții Lunii ai lui Ptolemeu, despre care se credea că se întind de la Rwenzori până la Kilimanjaro sau până munții din Etiopia la izvoarele Nilului Albastru.

Geografia Africii de Nord fusese destul de bine cunoscută de europeni încă din timpul antichității clasice. Africa de nord-vest (Maghrebul) era cunoscut ca Libya ori ca Africa, în vreme ce Egiptul era considerat ca parte a Asiei. 
Exploatarea de către europeni a Africii Subsahariene a început cu perioada marilor descoperiri în secolul al XV-lea, printre pionieri numărându-se Henric Navigatorul din Portugalia. Capul Bunei Speranțe a fost atins pentru prima oară de Bartolomeu Dias pe 12 martie 1488, care a deschis astfel cale pe mare către India și Orientul Îndepărtat, dar exploararea interiorului Africii de către europeni a rămas relativ limitată în următoarele două secole. Puterile europene s-au limitat să creeze puncte comerciale pentru comerțul cu băștinașii de-a lungul litoralului, în timp ce exploataseră activ și colonizaseră Lumea Nouă. Explorarea interiorului Africii a fost astfel lăsată în cea mai mare parte pe seama negustorilor arabi de sclavi, care odată cu cucerirea Sudanului de către musulmani au stabilit rețele comerciale de mare întindere și au susținut economia unui număr de Regate saheliene în secolele XV-XVIII. 
La începutul secolului al XIX-lea, cunoștințele europenilor legate de geografia interiorului continentului African și a zonei subsahariene erau destul de limitate. Expedițiile de exploarare a Africa Sudică a fost făcute în deceniile al patrulea și al cincilea al secolului al XIX-lea și, la începutul cursei pentru ocuparea de noi colonii, mai rămăsese de explorat regiunile bazinului fluviului Congo și Marilor Lacuri. Această „inimă a Africii” rămăsese una dintre „petele albe” de pe harta lumii, alături de Arctica, Antarctica și bazinul fluviului Amazon. Exploratorii europeni de la sfârșitul secolului al XIX-lea au fost cei care au finalizat explorarea Africii, printre obiectivele lor aflându-se și izvoarele Nilului, cei mai importanți fiind John Hanning Speke, Richard Francis Burton, David Livingstone și Henry Morton Stanley. După expedițiile acestor exploratori, geografia Africii a fost cunoscută în cea mai mare parte, în ultimele două decenii fiind efectuate expediții, precum cele conduse de Oskar Lenz, pentru descoperirea unor detalii precum harta geologică a continentului. 

## Antichitatea

O hartă a lumii reconstruită a originalului lui Hecataeus din Milet

Fenicienii s-au numărat printre primii care au explorat litoraul Africii de Nord și au înființat un număr de colonii, cea mai importantă fiind Cartagina. La rândul lor, locuitorii Cartaginei au inițiat explorări ale Africii de Vest. Prima călătorie în jurul Africii a fost făcută probabil de marinarii fenicieni într-o expediție comandată de faraonul egiptean Necho al II-lea,începută prin anul 600 î.Hr., care a durat trei ani. Această expediție a fost amintită în lucrările lui  Herodot (4.37). Marinarii fenicieni au călătorit către sud, au ocolit Capul spre vest, au navigat spre nord până în Mediterana și au ajuns în cele din urmă în portul de origine. Herodot a afirmat că marinarii au poposit pe țărmul Africii  în fiecare an ca să lucreze pământul, să însămânțeze și să culeagă recoltele. Totuși, Herodot era sceptic în legătură cu realitatea istorică a acestui fapt, care s-ar fi petrecut cam cu 120 de ani mai înainte de nașterea sa. Motivul pentru care istoricul nu era convins de avevărul relatărilor marinarilor era acela că aceștia ar fi raportat că, în timp ce călătoreau de-a lungul coastei sudice a Africii, aveau soarele în dreptă, spre nord. Herodot, care nu cunoștea că Pământul este rotund, a considerat că acest lucru este imposibil de crezu. Există oameni de știință care consideră că aceste relatări dovedesc că expediția a fost un fapt istoric real, dar alții considetă că raportul călătoriei nu este real.

Se pare că litoralul Africii de Vest a fost explorat de Hanno în timpul unei expediții care a avut loc prin anul 500 îdC. Despre acest voiaj se amintește pe scurt Periplus, un text în limba greacă, care a fost citat pentru prima oarăde autorii greci din secolul al III-lea îdC.:162–3 Nu este foarte clar cât de departe a ajuns Hanno. Este sigur că el a navigat până în Sierra Leone și se poate să fi continuat până Guinea sau chiar Gabon. Pe de altăparte, Robin Law subliniază că anumiți cercetători au adus argumente conform cărora expediția lui Hanno nu a anuns mai departe de sudul Marocului.
Africa și-a fost numele luat de la triburile Afri care locuiau într-o regiune din Tunisia contemporană. Provincia romană Africa se întindea pe coasta Mediteranei a ceea ce este azi Libia, Tunisia și Algeria. Regiunea nord africană de la nord de Sahara era bine cunoascută în antichitate. Totuși, mai înainte de secolul al II-lea îdC, geografii greci nu știau că regiunea cunoscută ca Libia se continua la sud de Sahara, ei presupunând că deșertul se mărginește cu oceanul planetar. După cum spune Plutarh în Viețile Paralele, Alexandru cel Mare a plănuit să facă drumul de la gurile Indului până în Macedonia natală ocolond Africa prin sud, un drum care era presupus mai scurt decât cel pe uscat. Chiar și Eratosthenes continua să considere că masa continentală nu se întindea spre sud mai departe decât Cornul Africii.
În perioada Imperiului Roman, Cornul Africii era binecunoscut geografilor mediteraneeni. Punctul pentru comerțul cu băștinașii Rhapta, descris ca fiind „ultima piață a Azaniei”, ar putea să fie o așezarea din Tanzania. Periplul Mării Eritreene, care a fost data în secolul I, extinde cunoștințele geografice mai la sud, până în Africa Sud-Estică. Harta lui Ptolemeu din secolul al II-lea descria continentul african ca extinzându-se mult mai la sud de Corunul Africii, dar nu dă detalii mai la sud de Ecuator (nu este clar dacă existau informații cu privire la existența Golful Guineei).

## Comerțul arab cu sclavi
În perioada medievală, explorarea regiunilor interioare ale Saharei și Sahelului, plus Coasta Swahili pânâ în Mozambic a fost făcută de   expedițiile militare musulmane și de negustorii arabi de sclavi. Cele două rute de explorare, arab în sens orar și portughez în sens contraorar, s-au întâlnit la sfârșitul secolului al XV-lea în Mozambic. 
După ce au reușit în secolul al VIII-lea cucerească Africa de Nord, arabii musulmani s-au aventurat în Africa Subsahariană pentru înceut de-a lungul văii Nilului spre Nubia, iar mai apoi peste Sahara, spre Africa Occidenrtală. Arabii erau interesați în comerțul trans-saharian, în mod special în comerțul cu sclavi.
Expansiunea culturii arabe și islamice a fost un proces gradual, care a durat cea mai mare parte a Evului Mediu. Regatele creștine din Nubia au fost atacate începând cu secolul al VII-lea, dar ele au rezistat asaltului musulman pentru mai multe secole. Regatul Makuria și Vechiul Dongola s-au prăbușit la începutul secolului al XIV-lea. Un rol important în răspândirea islamului în Africa l-a avut sufismul, care s-au răpândit între secolele al XIX-lea – al XIV-lea spre sud de-a lungul rutelor comerciale dintre Africa de Nord și regatele subsahariene din Ghana și Mali. Pe coasta Africii occidentale, ei au înființat zawiya pe malurile Nigerului. Imperiul Mali a devenit islamic după pelerinajul lui Musa I al Mali din 1324. Timbuktu a devenit un centru important al culturii islamice la sud de Sahara. Alodia, ultimul teritoriu care mai rezistate din vechea Nubie creștină, a fost distrusă de funji în 1504.

## Expedițiile timpurii ale portughezilor

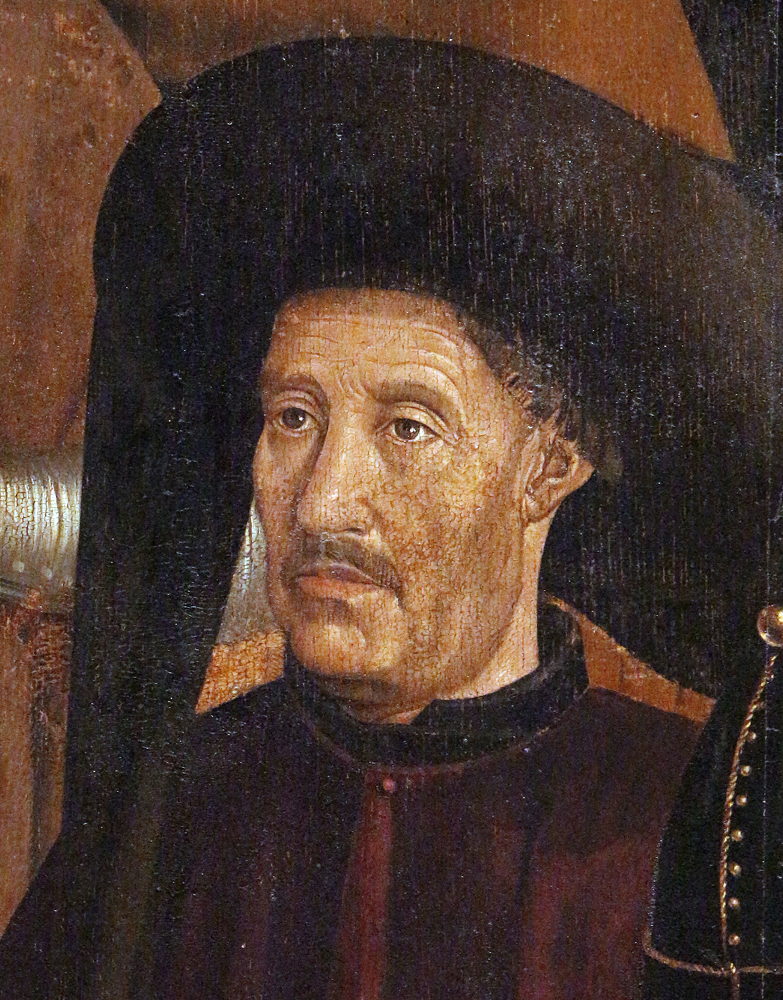
Prințul Henric al Portugaliei

Prințul Henric, exploratorul portughez supranumit Navigatorul, a fost primul european care a explorat metodic Africa și ruta maritimă către Indii. Din reședința sa din regiunea Algarve din sudul Portugaliei, el a organizat mai multe expediții succesive pentru găsirea rutei către Indii prin sudul Africii. În 1420, Henric a trimis o expediție pentru asigurarea controlului asupra insulei nelocuite, dar importante din punct de vedere strategic, Madeira. În 1425, el a încercat să asigure de asemenea controlul portughez asupra Insulele Canare, dar insulele erau deja sub stăpânirea fermă a Castiliei. În 1431, o altă expediție protugheză a anexat Insulele Azore.
Hărțile naval din 1339 arată că europenii cunoșteau deja Insulele Canare. În 1341, exploratorii portughezi și italieni au pregătit o expediție comună. În 1342, catalanii au organizat o expediție condusă de Francesc Desvalers către Insulele Canare, care a plecat din portul [Mallorca]]. În 1344, Papa Clement al VI-lea l-a numit prin bula Tue devotionis sinceritas pe amiralul francez Luis de la Cerda Prințul Fortunei și l-a trimis să ocupe Insulele Canare. În 1402, Jean de Bethencourt și Gadifer de la Salle au naviagat într-o expediție de cucerire a Canarelor, doar pentru  ca să afle că insulele fuseseră deja jefuite de castilieni. Deși cei doi au reușit să cucerască insulele, nepotul lui  Bethencourt a fost obligat în cele din urmă să le cedeze în favoarea Castiliei în 1418.
În 1455 și 1456, doi explortori italiei, Alvise Cadamosto din Veneția și Antoniotto Usodimare din Genova, împreună cu un număr necunoscut de căpitai portughezi, fiind angjați de prințul portughezHenric, au navigat pe fluviul Gambia și au vizitat regiunea Senegalului, în vreme ce alt genovez, Antonio de Noli, de asemenea angajat de prințul Henric, a explorat Bijagós și, împreună cu portughezul Diogo Gomes, arhipelagul Capului Verde. Antonio de Noli, a devenit primul guvernator al Insulelor Capului Verde, (și primul guvernator colonial în Africa subsahariană), este considerat descoperitorul primelor insule din arhipelag.
Au fost înregistrate progrese constante în exploatarea zonelor litorale atât în vest cât și în est. Marinarii portughezi au atins Capul Bojador în 1434 și Capul Blanco în 1441. În 1443, portughezii au construit o fortăreață pe insula Arguin, in Mauritania zilelor noastre, unde au făcut negoț cu grâu și țesături europene la schimb cu aur și sclavi africani. Acum a fost pentru prima oară când semilegendarul „aur al Sudanului” era importat în Europa fără intermediari musulmani. Cei mai mulți sclavi au fost trimiși în Madeira, care a devenit, după despăduriri sistematice, prima colonie europeană pentru plantații intensive. Între 1444 și 1447, portughezii au exploatat zonele litorale ale Senegalului, Gambiei, și Guineii. În 1456, căpitanul venețian Alvise Cadamosto, amgajat de portughezi, a exploarat insulele Capului Verde. În 1462, la doi ani după moarte prințului Henric, navigatorii portughezi insulele Bissau și au dat numele ținutului  Serra Leoa (Muntele Leilor).

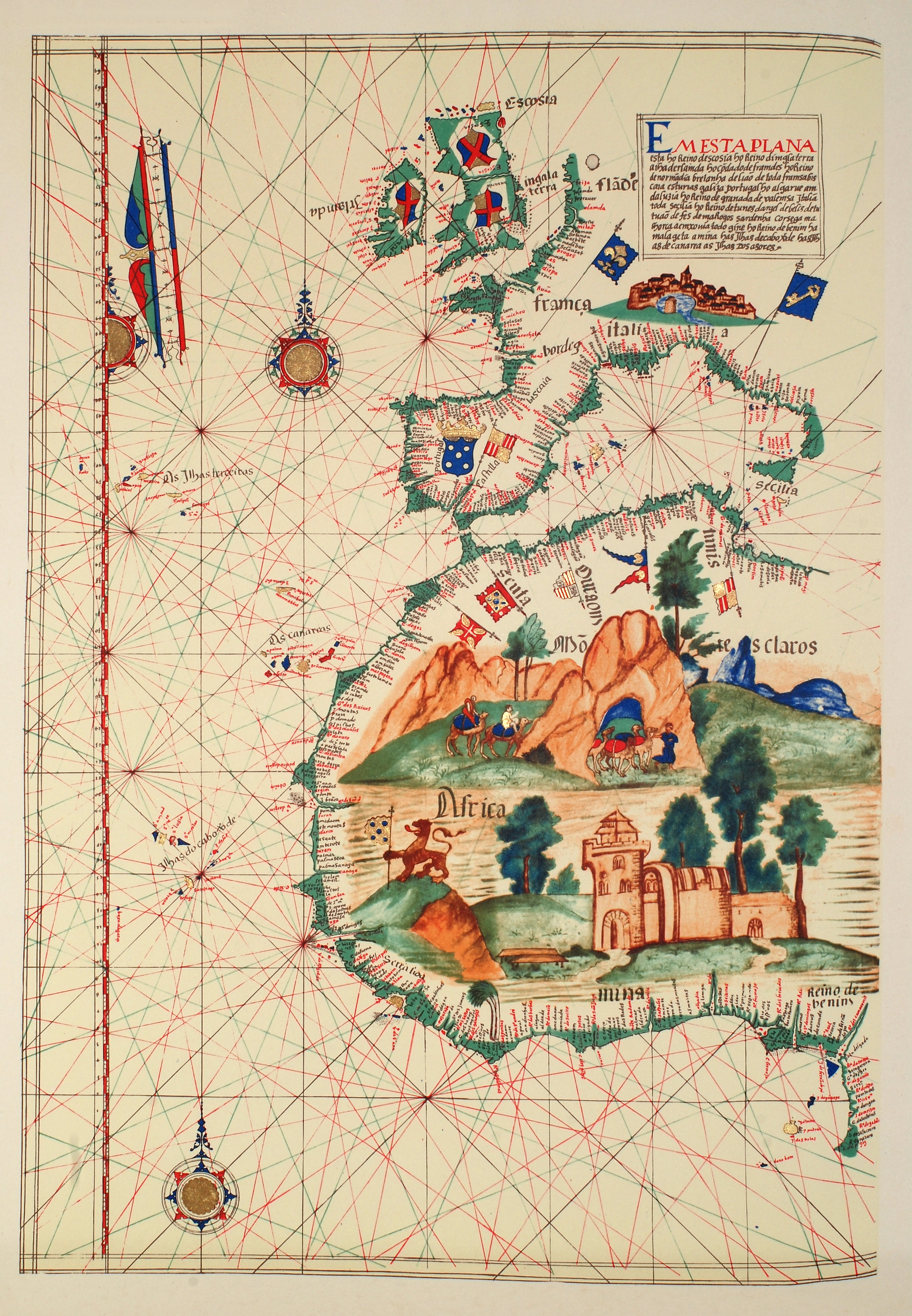
Harta Africii occientale a lui Lázaro Luis (1563). Castelul mare din Africa occidentală este reprezentarea agenției comerciale fortificate São Jorge da Mina (castelul Elmina)

În 1469, Fernão Gomes a luat în arendă drepturile pentru exploatarea Africii pentru o perioadă de cinci ani. Sub conducerea lui, portughezii au ajuns în 1471 în Ghana și au înființat A Mina (Mina), Elmina de azi. Ei au ajuns în cele din urmă într-o țară cu bogată în aur, de unde și numele istoric de „Coasta de Aur” pe care avea să o  primească Elmina. 

În 1472, Fernão do Pó a descopert insula care avea să îi poarte numele pentru mai multe secole (în zilele noastre Bioko) și estuarul bogat în crevete (în portugheză camarão,), care avea să dea numele regiunii Camerun. La surtă vreme după aceasta, europenii au traversat Ecuatorul. Portugalia a înființat o bază în Sāo Tomé care, după 1485, a fost populată cu infractori exilați. După 1497, aici au fost colonizați evreii portughezi și spanioli exilați. 
În 1482, Diogo Cão a descoperit gura de vărsare a unui mare fluviu și a aflat despre existența unui regat întins, Kongo. În 1485, el a explorat fluviul în aval. 
Portughezii doreau mai presus de orice să găsească o rută navală către India și au continuat să încerce să ocolească Africa prin sud. În 1485, expediția condusă de João Afonso d'Aveiros, care îl avea la bord pe astronomul german Martin of Behaim, a exploarat  Golfulși Regatul Benin și a aflat despre existența regelui african Ogane.
În 1488, Bartolomeu Dias și pilotul lui Pêro de Alenquer, după ce au înăbușit o revoltă a echipajului, au depășit un cap unde au fost greu încercați de o furtună, cap pe care l-au botezat Cabo das Tormentas – Capul Furtunilor. Au urmat plinia litoralului pentru o vrem și au constatat că acesta continua să meargă spre est și manifestă tendința și se îndrepte spre nord. Ei au fost obligați să întoarcă în patrie din cauza lipsei proviziilor, dar cu credința că punctul extrem sudic al Africii poate fi atins. După reîntoarcerea în Portugalia, acest punct geografic, a cărui poziție părea atât de promițătoare, a fost redenumit Capul Bunei Speranțe. 
Câțiva ani mai târziu, Cristofor Columb a debarcat în America la bordul unei expediții finanțate de rivalii din Castilia. Papa Alexandru al VI-lea a emis bula Inter caetera, care împărțea lumea necreștinre cele două puteri catolice rivale, Spania și Portugalia. 
În cele din urmă, în anii 1497 și 1498, Vasco da Gama și pilotul lui Bartolomeu Dias, Pêro de Alenquer, s-au îndreptat direct către Capul Bunei Speranțe prin Insula Sfânta Elena. Ei au navigat mai la sud de punctul pe care îl atinsese Dias și au numit teritoriul descoperit  Natal. După aceasta, ei au navigat spre nord, devarcând la Quelimane (Mozambic) și Mombasa, unde au întâlnit negustori chinezi, și Malindi (ultimele două în  Kenya). În Malindi, Vasco da Gama a angajat un pilot arab, care i-a condus pe portughezi direct la  Kozhikode. Pe  28 august 1498, regele Manuel I i-a dat papei veste cea mare – portughezii ajunseseră în India. 
Interesele Egiptului și Veneția au fost afectate de această reușită și cele două puteri au reacționat violet – forțele lor comune au atacat din Marea Roșie vasele portugheze care făceau comerț cu India. Portughezii au înfrânt flotele celor doi aliați într-o bătălie în apropiere de Diu în 1509. Nepăsarea otomanilor la explorările portughezilor a lăsat Portugalia în situația de a fi aproape singura putere care să controleze comerțul în Oceanul Indian. Portughezii au stabilit numeroase baze de-a lungul litoralului Africii, cu excepția celui somalez. Adenul a fost cucerit de portughezi în 1513.
Una dintre corăbiile de sub comanda  lui Diogo Dias au ajuns în dreptul unor țărmuri, despre care a înțeles că nu este a Africii răsăritene. Peste numai doi ani, pe hărți apărea deja conturul unei insule alungite, care a fost botezată Madagascar. Portughezii au explorat înteriorul insulei doar peste un secol, între 1613 și 1619. Ei au semnat tratate cu șefii de trib din insulă și au trimis primii misionari creștini. Aceștia nu au reușit să îi facă pe localnici să creadă în Iad și au fost alungați în cele din urmă. 

## Istoria modernă timpurie

### Portughezii

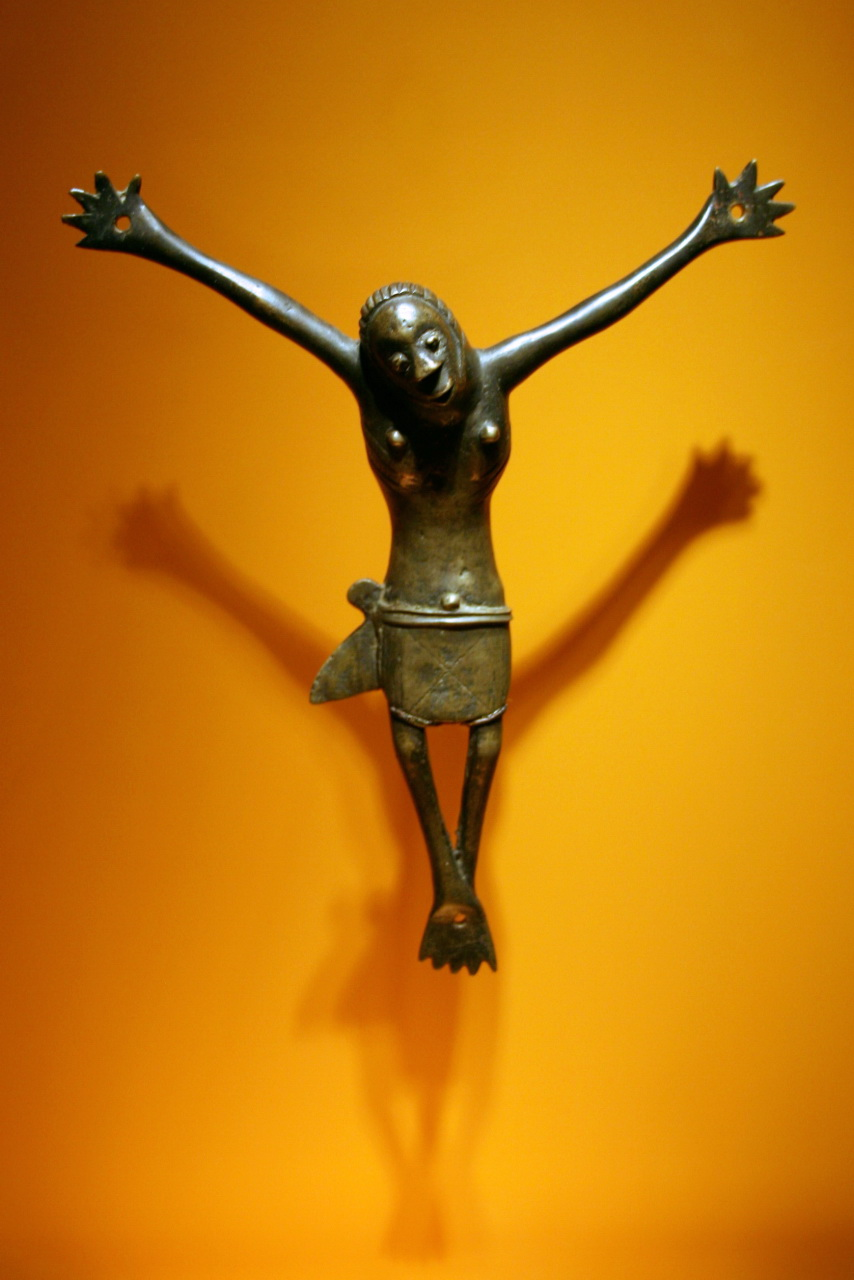
Crucifix din aliaj de cupru din secolul al XVII-lea, descoperit în Congo

Prezența portughezilor în Africa a interferat rapid cu interesele comerciale arabe. Până în 1583, portughezii erau deja prezenți în Zanzibar și pe Coasta Swahili. Regatul Kongo a fost convertit la creștinism în 1495, regele luându-și numele de João I. Portughezii și-au consolidat interesele comerciale în Regatul Mutapa în secolul al XVI-lea, iar în 1629 au pus pe tronul țării un rege-marionetă. 

Portughezii, iar mai târziu și olandezii, s-au implicat activ în comerțul cu scalvi, sprijinind triburile Jagga, care executau raiduri pentru capturarea sclavilor în Congo. 

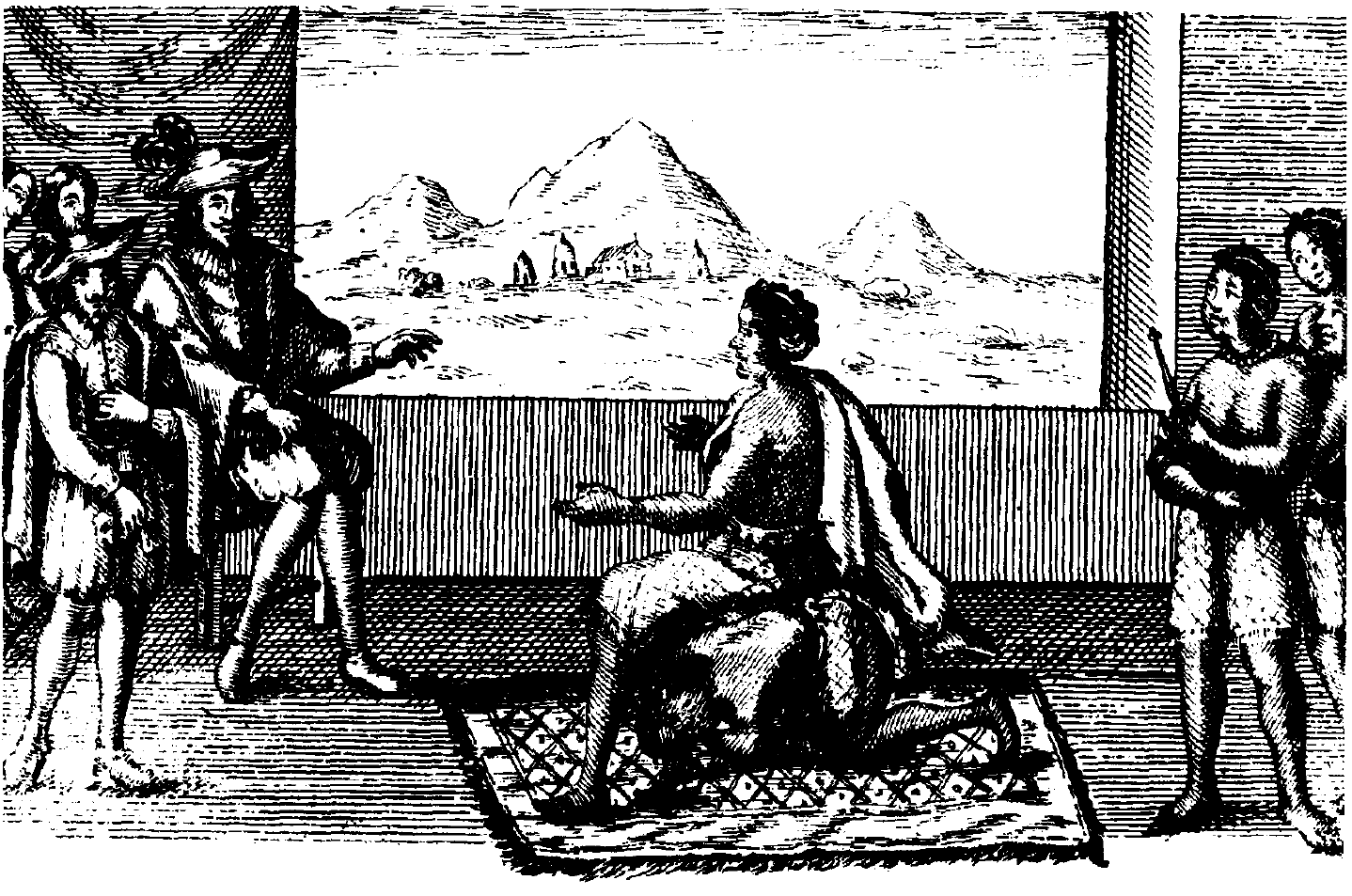
Nzinga de Ndongo și Matamba în timpul negocierior de pace cu guvernatorul portughez din Luanda în 1657

Ei s-au folosit de Kongo ca să slăbească regatul învecinat Ndongo, unde regina Nzinga a opus o rezistență vilentă ambițiilor portughezilor și aliaților lor, fiind însă în cele din urmă obligată să cedeze.  Portughezii au intervenit în conflictele militare locale, creându-și baza pentru viitoare lor colonie Angola. În 1663, după un nou conflict, coroana regală din Kongo a fost trimisă la Lisabona. Cu toate acestea, un Regat Kongo mult restrâns a mai existat până în 1885, când ultimul Manicongo, Pedro V, și-a cedat Portugaliei domeniul nesemnificativ ca întindere. 
Portughezii au tratat problema altui stat important din Africa sudică, Monomotapa (în Zimbabwe), într-un mod asemănător: Portugalia a intervenit într-un război local în speranța că vor obține accesul la bogății minerale însemnate, reușind să își impună protectoratul. Dar cum autoritatea liderului din Monomotapa a fost puternic afectată de prezența europenilor, anarhia s-a instaurat în regiune. Minerii locali au plecat, iar în unele cazuri au distrus minele, ca ele să nu cadă în mâinile portughezilor. Când vecinii Cangamires au invadat regiunea în 1693, portughezii au înțeles că au pierdut lupta și s-au retras în zona litorală. 

### Olandezii
Începând cu secolul al XVII-lea, Olanda a început să exploreze și colonizeze Africa. În vreme ce olandezii luptau război lung de independență împotriva Spaniei, Portugalia s-a unit temporar cu Spania între 1580 și 1640. Ca urmare, ambițiile coloniale crescânde ale Țarilor de Jos au intrat în conflict în mod direct cu cele ale Portugaliei. 
Au fost create două companii olandeze:  Compania Indiilor de Vest, care opera în Oceanul Atlantic, și Compania Indiilor de Est, care opera în Oceanul Indian.
Companian Indiilor de Vest a cucerit Elmina în 1637 și Luanda în 1640.  În 1648, portughezii au recucerit Luanda. Olandezii au construit în total 16 forturi în diferite locuri, inclusiv Gorée din Senegal, depășind în anumite momente Portugalia ca principală putere pentru comercializarea sclavilor. Dacă olandezii au avut succes în Costa de Aur și Coasta Sclavilor, ei au fost alungați de către portughezi din  Loango-Angola. 
În Mauritius, colonizarea a început în 1638 și s-a terminat în 1710, cu o pauză între 1658 - 1666. Aici fost desemnați numeroși guvernatori, dar greutățile neîntrerupte precum cicloanele, secetele, paraziții, bolile sau lipsa hranei, au făcut ca insula să fie definitiv abandonată în 1710.
Olandezii au lăsat o urmă rezistentă în Africa de Sud, o regiune ignorată de portughezi, pe care Țările de Jos au decis să o folosească ca punct de sprijin pe ruta lor spre Asia Orientală. Jan van Riebeeck a fondat Cape Town în 1652, declanșând astfel explorarea și colonizarea europeană a Africii de Sud.

### Alte prezențe europene

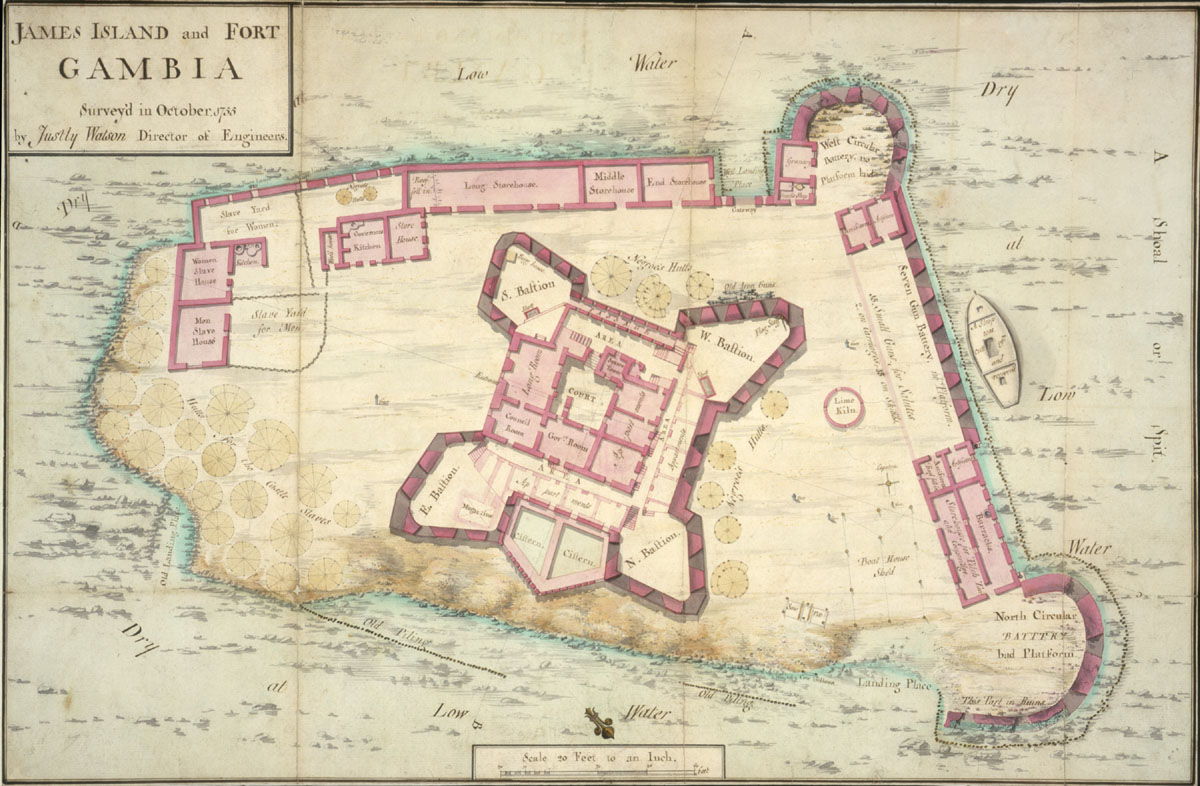
Harta Fortului James (Gambia), prima posesiune britanică în Africa

Aproape în același timp cu Olanda, și alte câteva puteri europene au încercat să își creeze propriile avanposturi pentru desfășurarea comerțului cu sclavi. 
Încă din 1530, „aventurierii negustori” (Anglia) au început să facă comerț în Africa, intrând în conflict cu negustorii și militarii portughezi. În 1581, Francis Drake reached the Cape of Good Hope. In 1663, englezii au construi  Fortul James în Gambia. După un an, o nouă expediție colonială britanică a încercat să fondeze o așezare în sudul insulei Madagascar. Aproape toți coloniștii au murit. Forturile engleze din de pe litoralul Africii Occidentale au fost cucerite în cele din urmă de olandezi. 
În 1626, a fost creată Compagnie de l'Occident (Franța). Această companie i-a alungat pe olandezi din Senegambia (Senegal), care a fost transformată în prima posesiune colonială din Africa. Francezii au cucerit de asemenea și insula Arguin .
Francezii și-au stabilit un nou obiectiv – Madagascar, insula care fusese folosită încă din 1527 ca punct de oprire în drumul corăbiilor către India. În 1642, Compania Franceză a Indiilor de Est a înființat o așezare în sudul Madagascarului, care a primit numele Fort Dauphin. Rezultatele comerciale ale acestei așezări au fost slabe și, din nou, cei mai mulți conloniști au murit. Unul dintre supraviețuitori, Etienne de Flacourt, a publicat Istoria marii insule a Madagascarului și a relațiilor, care a fost pentru o lungă perioadă de timp principala sursă de informații cu privire la Madagascar. Alte câteva încercări de înființare a unor așezări au suferit eșecuri asemănătoare. În 1667, François Martin a condus prima expediție în inima insulei, ajungând până pe malurile Lacului Alaotra. În 1665, Franța a revendicat oficial Madagascarul sub numele de Île Dauphine. Cu toate acestea, activitatea colonială în insulă a rămas redusă până la începutul secolului următor. 
În 1651, Ducatul Curlandei și Semigaliei (un vasal al Poloniei-Lituaniei) a dobândit o colonie în Africa pe Insula James pe fluviul Gambia și a înființat aici un fort. Ducatul a mai ocupat și Insula St. Mary și  Fort Jillifree
În 1650, negustorii suedezi au înființat Coasta Aurului Suedeză din Ghana după fondarea Compania Suedeză a Africii (1649). În 1652 a început construcția fortului Carlsborg.În 1658, fortul Carlsborg a fost preluat de danezi, devenid parte a coloniei Coasta Aurului Daneză, pentru ca mai apoi să treacă sub controlul Coastei Aurului Olandeze. Populația locală avea să declanșeze o răscoală și au reușit să îi alunge pe noii stăpâni, doar pentru ca, în decembrie 1660, regele akanilor să cedeze controlul asupra zonei Suediei. După doar trei ani, regiunea a fost ocupată de Danemarca după un asediu îndelungat al fortului Christiansborg.
Danemarca-Norvegia a colonizat Coasta Aurului Daneză. În perioada 1674 – 1755, așezările din colonie au fost administrate de Compania Daneză a Indiilor Occidentale-Guineea. Din decembrie 1680 până pe 29 august 1682, portughezii au ocupat fortul Christiansborg. În 1750, regiunea a fost transformată în colonie a coroanei daneze. În perioada 1782 – 1785, regiunea a fost ocupatăde britanici, pentru ca, din 1814, zona să devină teritoriu al Danemarcei. 
În 1677, regele  Frederic Wilhelm I al Prusiei a trimis o expediție pe coasta de vest a Africii. Comandantul expediției, căpitanul Blonk, a semnat acorduri cu șefii locali de pe Coasta de Aur. Prusacii au construit aici un fort numit Gross Friederichsburg și au reconstruit fortul portughez abandonat Arguin. În  1720 însă, regele a decis să vândă aceste proprietăți Olandei pentru 7.000 de ducați și 12 sclavi, dintre care 6 erau încătușați cu lanțuri din aur pur.

În 1777, Imperiile Spaniol și Portughez au semnat Tratul de la San Ildefonso prin care Portugalia cedau Spaniei insulele Annobón și Fernando Poo din Golful Guineii și zona litorală a Guineii dintre văile fluviilor Niger și  Ogooué.

Britanicii și-au manifestat interesul pentru Africa prin înființarea în 1788 a Asociației pentru Promovarea Descoperii Părților Interioare ale Africii. Persoanele care au format acest club au fost inspirate cel puțin în parte de scoțianul James Bruce, care a făcut o expediție în Etiopia în 1769 și a ajuns până la izvoarele Nilului Albastru. 
În general, explorarea de către europeni a Africii în secolele al XVII-lea și al XVIII-lea a fost foarte limitată. În schimb, europenii s-au concentrat asupra comerțului cu sclavi, care necesita doar baze pe litoral și mârfuri. Explorarea reală a interiorului Africii va începe cu adevărat în secolul al XIX-lea. 

## Secolul al XIX-lea

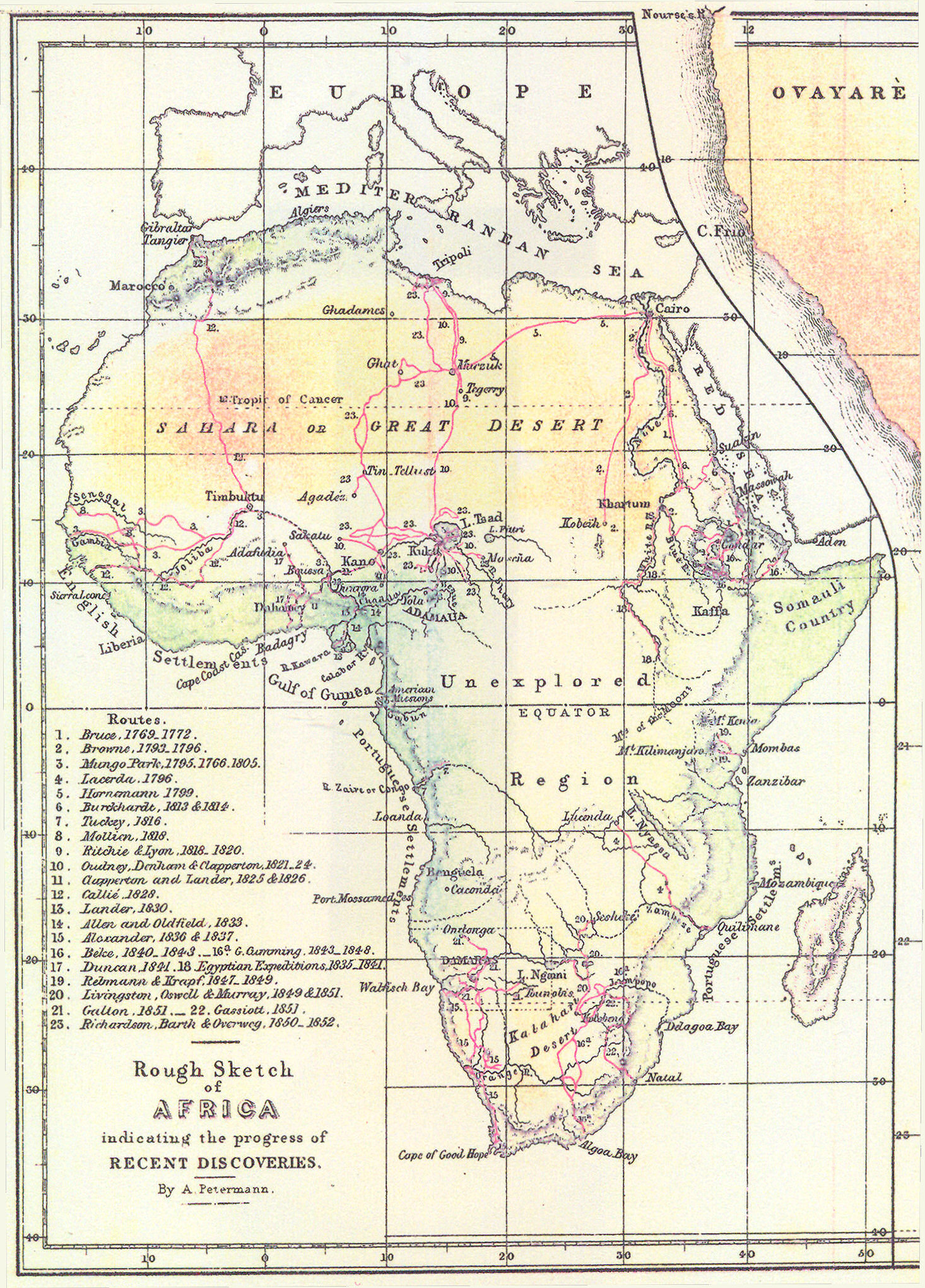
Rutele exploratorilor europeni în Africa la jumătatea secolului al XIX-lea

Deși Războaiele napoleoniene au distras atenția Europei de la explorarea Africii, aceste războaie au exercitat totuși o mare influență asupra viitorului continentului, atât în Egipt, cât și în sudul Africii. Ocuparea Egiptului (1798–1803), mai întâi de Franța și apoi de Marea Britanie, a impus Imperiului Otoman să facă eforturi pentru ca să recâștige controlul direct asupra țării respective. În 1811, Mehemet Ali a reușit să pună bazele unui stat independent de facto, iar începând cu 1820 a stabilit controlul egiptean asupra Sudanului răsăritean. În sudul Africii, lupta împotriva lui Napoleon i-a făcut pe britanici să ocupe așezările olandeze de la Capul Bunei Speranțe. În 1814, Colonia Capului, care fusese ocupată neîntrerupt de trupele britanice începând cu 1806, a fost cedată coroanei britnice. 
Între timpo, au fost făcute modificări considerabile în alte părți ale continentului. Ocuparea Algerului de către Franța în 1830 a pus capăt pirateriei din statele  berbere.  Autoritatea egiptenilor a continuat să se extindă spre sud, o consecință directă fiind obținerea de noi informații despre cursul Nilului. Orașul Zanzibar din insula omonimă a câștigat rapid o tot mai mare importanță. Relatările legate de existența unei întinse mări interioare și descoperirea munților acoperiți veșnic de zăpadă Kilimanjaro în 1840–1848 au stimulat dorința europenilor de explorara a continentului african. 
La mijlocul secolului al XIX-lea, protestanții au început o munca misionară activa pe coasta Guineii, în dominioanele Africii de Sud și Zanzibaraului. Misionarii au vizitat regiuni și popoare despre care se știau prea puține iar, în multe cazuri, protestanții au devenit exploratori, pionieri ai comerțului și promotori ai intereselor imperiale. David Livingstone, un misionar scoțian, s-a implicat începând cu 1840 în propovăduirea creștinismului la nord de Fluviul Orange. În 1849, Livingstone a traversat Deșertul Kalahari de la sud la nord și a ajuns până la Lacul Ngami. Între 1851 și 1856, el a traversat continentul de la vest la est, când a descoperit marile căi fluviale din bazinul superior al fluviului Zambezi. În noiembrie 1855, Livingstone a fost primul european care a văzut  Mosi-oa-Tunya (Fumul care Tună), căreia i-a dat numele Victoria în cinstea  reginei Reagatului Unit. Între  1858 și 1864, Livingstone a exploarat cursul inferior al fluviului Zambezi, râul Shire și Lacul Nyasa.  Nyasa a fost pentru prima oară atins de sclavul lui António da Silva Porto, un negustor portughez stabilit în Bié din Angola, care a traversat Africa în 1853–1856 din Benguella până la gura de vărsare a râului Rovuma. 
Una dintre obiectvele importante ale exploratorilor a fost identificarea izvoarelor Nilului. Expedițiile lui Burton și Speke (1857–1858) și Speke și Grant (1863) au localizat laculie  Tanganyika și Victoria. S-a dovedit în cele din urmă că Lacul Victoria este sursa fluviului Nil. 
Henry Morton Stanley, cel care în 1871 a reușit să îl găsească și mai apoi să îl sprijine pe Livingstone (cel care avea să devină celebr cu replica „Dr. Livingstone, presupun”), a plecat într-o nouă expediție în Zanzibar în 1874. Într-una dintre cele mai memorabile expediții de explorare a Africii, Stanley a circumnavigat lacurile Victoria și Tanganyika. Înaintând mai departe spre Lualaba, el a urmărit acel rânu până la vărsarea în Oceanul Atlantic, pe malurile căruia a ajuns în august 1877—și a dovedit că acel curs de apă este fluviul Congo.

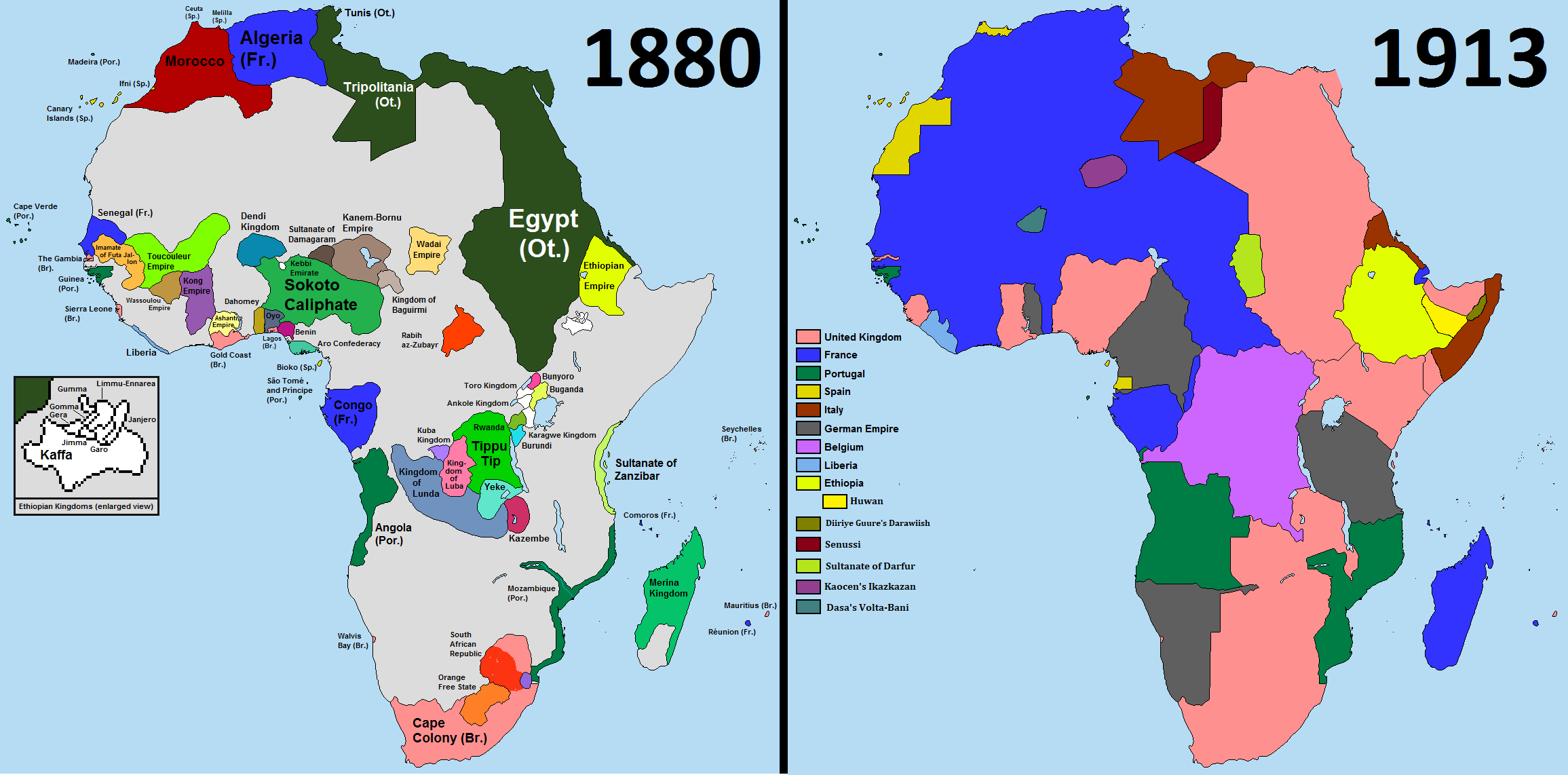
Comparați a hărții politice a Africii în anii 1880 și respectiv 1913

În 1895, Compania Britanică a Africii de Sud l-a angajat pe cercetașul american Frederick Russell Burnham să caute minerale și căi pentru îmbunătățirea navigației în regiunile de sud și centrală a Africii. Burnham a supravegheat și condus expediția Companiei Britanice a Africii de Sud de Explorarea a Teritoriilor de Nord  care a fost prima care a confirmat existența unor zăcăminte importante de cupru la nord de Zambezi în Rhodesia de Nord-Est. De-a lungul cursului râului Kafue, Burnham a remarcat numeroase asemănări cu zăcămintele de cupru la care lucrase în Statele Unite și numărul mare de bijuterii din cupru purtate de băștinași. Cuprul a devenit și a rămas și în zilele noastre principala marfă de export a statelor din Africa Centrală. 
Exploaratorii au fost activi și în alte părți ale continentului. Sudul Marocului, Sahara și Sudanul au fost traversate în mai multe direcții între 1860 și 1875 de Georg Schweinfurth și Gustav Nachtigal. Acești călători nu doar că au adus contribuții însemnate la cunoaștințele geografice, dar au obținut și informații neprețuite cu privire la oamenii, limbile și instoria naturală a țărilor în care au călătorit. Printre descoperirile lui Schweinfurth s-a numărat cea care a confirmat relatările antice grecești cu privire la existența la sud de Egipt a unei „rase de pigmei”. Dar prima descoperire occidentală a pigmeilor din Africa Centrală a fost făcută de Paul Du Chaillu, care i-a întâlnit în districtul Ogowe de pe coasta de vest în 1865, cu cinci ani mai înainte de prima menționare făcută de Schweinfurth cu privire la existența acestei rase. Du Chaillu reușise ca, după călătoriile din regiunea Gabonului din 1855 - 1859, să facă cunoscute existența gorilelor, despre care s-a crezut multă vreme că sunt doar ființe legendare, la fel precum pigmeii lui Aristotel. 

## Lista exploartorilor Africii

### Secolul al XV-lea
- Diogo Cão
- Diogo de Azambuja
- Bartolomeu Dias
- Pêro de Alenquer
- João Infante
- João Grego
- Álvaro Martins
- Pêro Dias
- Gil Eanes
- Nuno Tristão
- Antão Gonçalves
- Dinis Dias
- Álvaro Fernandes
- Pêro de Sintra
- Fernão do Pó

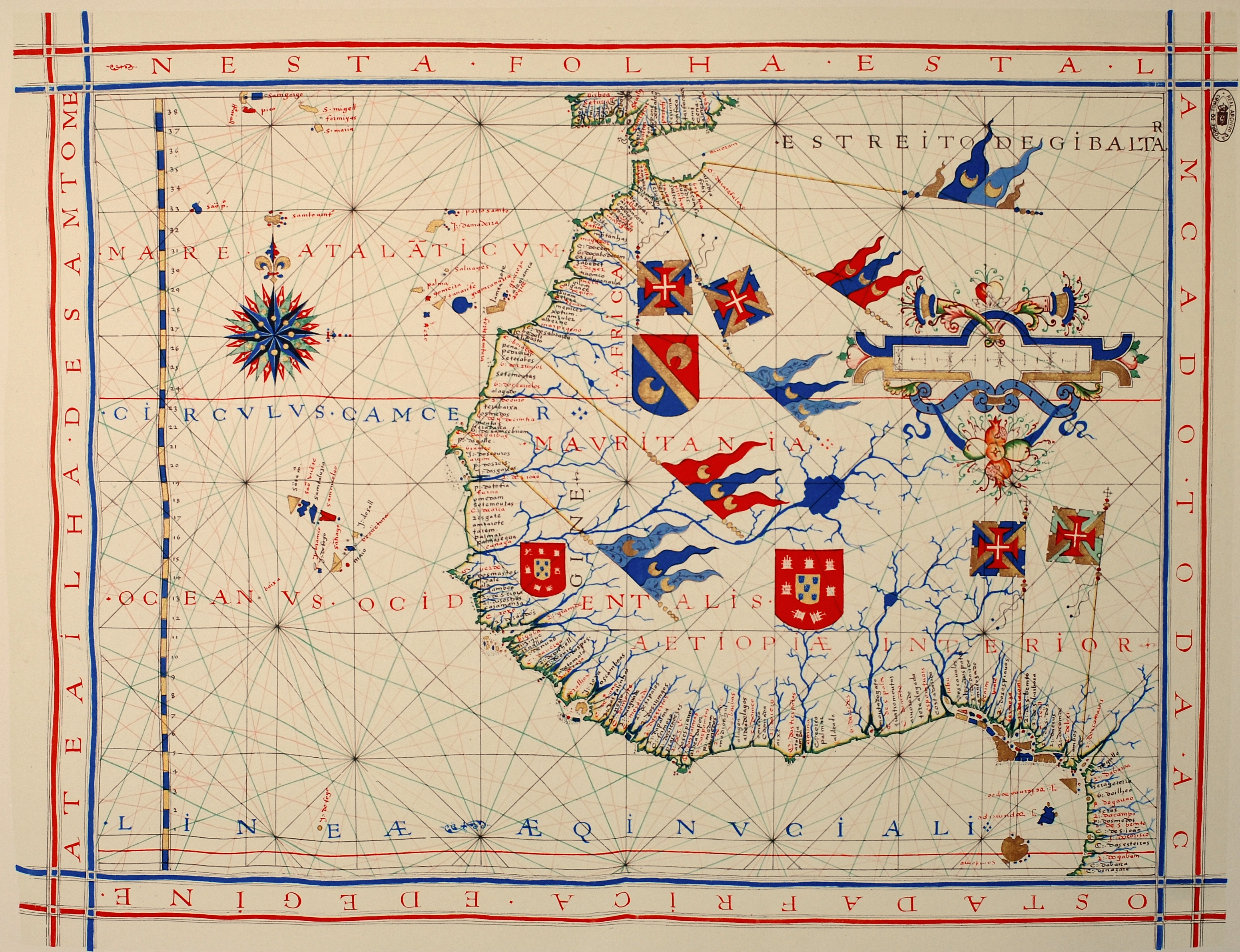
Hartă portugheză a Africii Occidentale, 1571

- Alvise Cadamosto (de origine venețiană)
- António de Noli (de origine genoveză)
- Diogo Gomes
- Álvaro Caminha
- João de Santarém
- Pedro Escobar
- Duarte Pacheco Pereira
- Lopes Gonçalves (and Atlantic Ocean)

### Sfârșitul secolului al XV-lea și începutul celui de-al XVI-lea
- Vasco da Gama (cel care a descoperit ruta maritimă spre India)
- Diogo Dias (descoperitorul insulei Madagascar)
- Pêro da Covilhã (diplomat și explorator al Etiopiei)
- Pedro Álvares Cabral (a descoperit Brazilia și a explorat India)
- Sancho de Tovar și Vicente Pegado, primii europeni care au văzut ruinele Marelui Zimbabwe, numit atunci de portughezi  Monomotapa.

### Secolul al XVI-lea
- Paulo Dias de Novais
- António Fernandes (he travalled to Monomotapa and beyond, exploring most of the present day Zimbabwe and possibly northeastern South Africa)[10]
- Lourenço Marques (trader and explorer in East Africa)
- Francisco Álvares (missionary and explorer in Ethiopia)
- Gonçalo da Silveira (jesuit missionary, travalled up the Zambezi River to the capital of the Monomotapa which appears to have been the N'Pande kraal, close by the M'Zingesi River, a southern tributary of the Zambezi)

### Secolul al XVII-lea
- Francisco de Lacerda (exploarator în  Zambia)
- Mungo Park (a exploarat fluviul Niger în ultimul deceniu al secolului)

### Secolul al XIX-lea
- Heinrich Barth

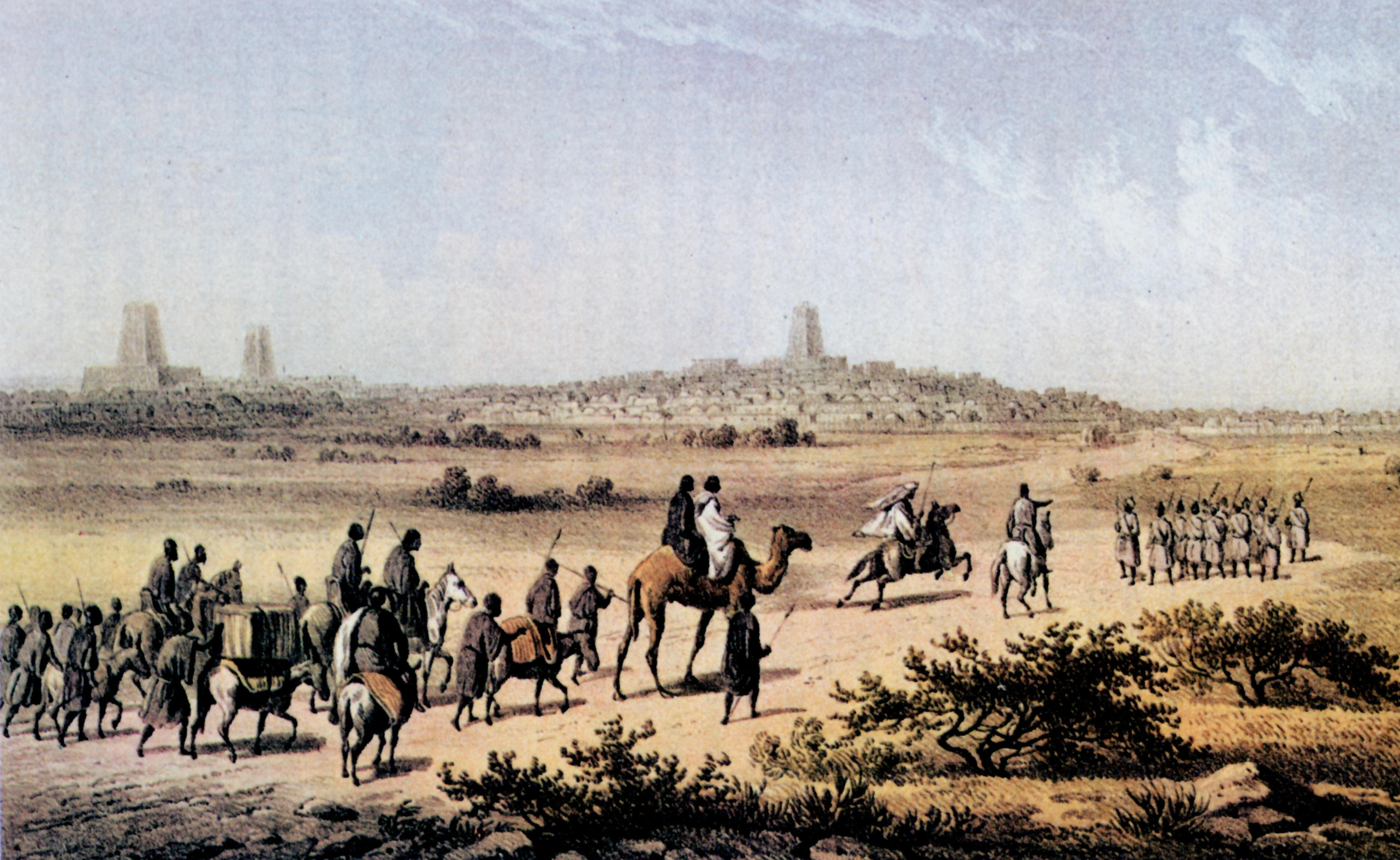
Heinrich Barth în drum sp[re Timbuktu în 1853

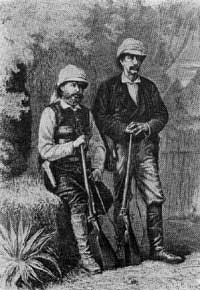
Hermenegildo Capelo și Roberto Ivens in 1883

- Pierre Savorgnan de Brazza (de origine italiană)
- Johann Ludwig Burckhardt
- Frederick Russell Burnham (1861-1947), explorator de origine americană, a cercetat zonelor de sud, vest, est și centru ale Africii.
- Richard Francis Burton (1821–1890) (a explorat Marile Lacuri Africane)
- René Caillié
- Hermenegildo Capelo
- Roberto Ivens
- Candido José da Costa Cardoso (a explorat Lacul Malawi (cunoscut și ca Nyasa sau Niassa] în 1846)
- Paul Du Chaillu
- Hugh Clapperton (1788–1827), a explorat regiunile de vest și centru ale Africii.
- 'Victor de Compiègne'
- Dixon Denham (1786–1828),  a explorat regiunile de vestică-centrală ale Africii.
- James Frederic Elton (1840–1877)
- Emil Holub
- Ignatius Knoblecher  (1819–1858), a explorat bazinul Nilului Alb.
- Alexander Gordon Laing (1793–1826)
- Macgregor Laird (1808–1861)
- Richard Lemon Lander (1804–1834)
- Oskar Lenz (1848–1925), a efectuat expediții în Sahara (1879-1880) și Congo (1885-1887).
- David Livingstone (1813–1873)Expediția pentru eliberarea lui Emin Pașa]

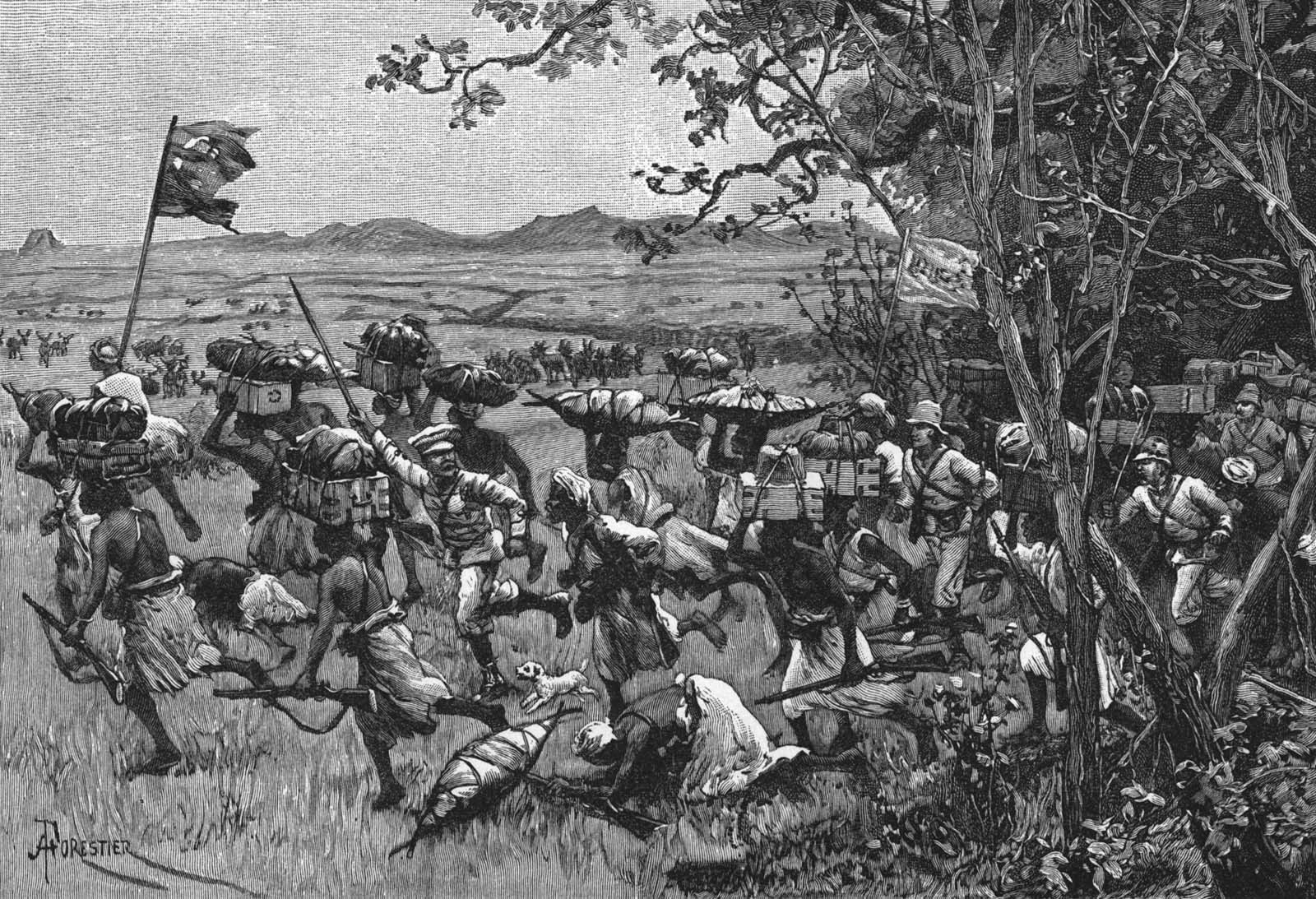
Expediția pentru eliberarea lui Emin Pașa

- Frederick Lugard (1858–1945)
- Luigi Robecchi Bricchetti (1855–1926)
- Serpa Pinto (militar și colonizator al Africii)
- António da Silva Porto
- Arthur Henry Neumann (1850-1907)
- Vittorio Bottego (1860–1897)
- Georg Schweinfurth (de origine letonă)
- Frederick Courtney Selous (1851-1917)
- Henry Morton Stanley (1841–1904) (de origine galeză)
- William Edgar Geil
- John Hanning Speke (1827–1864) (a descoperit izvoarele Nilului)
- James Hingston Tuckey (1776–1816) (de origine irlandeză)

### Începutul secolului al XX-lea
- Jan Czekanowski
- William Edgar Geil
- Kazimierz Nowak

## Vedeți și:
- Perioada marilor descoperiri